# The Starbucks
The Starbucks è un cortometraggio muto del 1912 diretto da William J. Bauman. Fu il film d'esordio di Lillian Logan e l'unica interpretazione di William Lee che, lo stesso anno, aveva firmato la regia di The Fall of Blackhawk, un corto di argomento storico con Chester Gould, distribuito in luglio.

## Produzione
Il film fu prodotto dall'American Film Manufacturing Company.

## Distribuzione
Distribuito dalla Film Supply Company, il film - un cortometraggio in due bobine - uscì nelle sale cinematografiche USA il 9 novembre 1912. La Mutual Film ne distribuì una riedizione che uscì il 23 novembre 1916.